# Talpatlan lineáris antikva
A talpatlan lineáris antikva egyike a betűtípusok tízes csoportosításának.

## Jellemzői
Korunk jellemző, divatos betűtípusa. Az Egyptienne-től a talpak hiánya különbözteti meg (sans serif). Groteszk típusnak is nevezik. Modern stílusú kiadványoknál, vagy a képernyőre szánt szöveg megjelenítésénél előnyös az alkalmazása. 
- Általában optikailag azonos vonalvastagság, de az újabb típusoknál a jobb olvashatóság érdekében ez lehet változó is.
- Szabályos felépítésű betűk.
- A betűtalpak hiányoznak.